# ۶۷۵ (خورشیدی)
۶۷۵ ششصد و هفتاد و پنجمین سال هجری خورشیدی است.